# Strada europea E68
La E68 è una strada europea che collega Seghedino a Brașov. Come si evince dalla numerazione, si tratta di una strada intermedia con direzione ovest-est.

## Percorso
La E68 è definita con i seguenti capisaldi di itinerario: "Seghedino - Arad - Ilia - Deva - Sebeș - Sibiu - Veștem - Făgăraș - Brașov".